# Odznaka „Zasłużony dla Leśnictwa i Przemysłu Drzewnego”
Odznaka „Zasłużony dla Leśnictwa i Przemysłu Drzewnego” – polskie resortowe odznaczenie w formie odznaki, ustanowione 8 listopada 1974. Nadawana przez Ministra Leśnictwa i Przemysłu Drzewnego za zasługi w leśnictwie i przemyśle drzewnym. Zniesiona wraz z szeregiem innych odznaczeń ministerialnych ustanowionych w okresie PRL 5 listopada 1996. Podobna do niego kształtem i rolą (ale już bez przemysłu drzewnego) Odznaka honorowa „Zasłużony dla Leśnictwa” została ustanowiona w 1997.